# 3,4-亚甲二氧基亚苄基丙二腈
3,4-亚甲二氧基亚苄基丙二腈是一种有机化合物，化学式为C11H6N2O2。它可由3,4-亚甲二氧基苯甲醛和丙二腈在湿铜渣催化下反应制得。它可以被铟/氯化铵还原为3,4-亚甲二氧基苄基丙二腈。